# Gobernador general de Granada
El gobernador general de Granada ha sido el representante del monarca de Granada desde la independencia del país del Reino Unido en 1974.

## Poderes, funciones y deberes constitucionales
La Oficina del Gobernador General está prevista en el Capítulo II, Secciones 19 a 22 de la Constitución de Granada. Estos dicen:
19.- Habrá un Gobernador General de Grenada que será nombrado por Su Majestad y desempeñará el cargo a su Majestad y será el representante de Su Majestad en Granada.
20.- Una persona nombrada para ocupar el cargo de Gobernador General deberá, antes de asumir los deberes de ese cargo, tomar y suscribir el juramento de lealtad y el juramento del cargo.
21.-
1. Durante cualquier período en que la oficina del Gobernador General esté vacante o el titular de la oficina del Gobernador General esté ausente de Granada o por cualquier otro motivo no pueda desempeñar las funciones de su cargo, dichas funciones serán desempeñadas por dicha persona como Su Majestad puede nombrar.
2. Antes de asumir las funciones de la oficina del Gobernador General, cualquiera de las personas antes mencionadas hará los juramentos dirigidos por la sección 20 de esta Constitución a cargo del Gobernador General.
3. Ninguna de las personas mencionadas anteriormente continuará desempeñando las funciones de la Oficina del Gobernador General si el titular de la oficina del Gobernador General o alguna otra persona que tiene un derecho previo a desempeñar las funciones de esa oficina le haya notificado que: está a punto de asumir o reanudar esas funciones.
4. El titular de la oficina del Gobernador General no se considerará, a los efectos de esta sección, ausente de Grenada ni podrá desempeñar las funciones de su cargo.
a. por la razón de que está en el paso de una parte de Granada a otra; o
b. en cualquier momento cuando exista un nombramiento subsistente de un diputado bajo el artículo 22 de esta Constitución.
22.-
1. Cada vez que el Gobernador General-
a. tiene que ausentarse de la sede del Gobierno, pero no de Granada;
b. tiene que ausentarse de Granada por un período que considera, actuando en su propio juicio deliberado, será de corta duración; o
c. sufre una enfermedad que considera, actuando en su propio juicio deliberado, será de corta duración, puede, actuando de acuerdo con el consejo del Primer Ministro, nombrar a cualquier persona en Granada para que sea su adjunto durante dicha ausencia o enfermedad y en tal capacidad para realizar en su nombre las funciones del cargo de Gobernador General que se especifiquen en el instrumento por el cual es nombrado.
2. El poder y la autoridad del Gobernador General no serán abreviados, alterados o afectados de ninguna manera por el nombramiento de un diputado bajo esta sección, y, sujeto a las disposiciones de esta Constitución, un diputado se conformará y observará a todos instrucciones que el Gobernador General, actuando en su propio juicio deliberado, puede dirigirle de vez en cuando:
A condición de que la cuestión de si un diputado se ha conformado y observado alguna de tales instrucciones no debe ser indagada por ningún tribunal de justicia.
3. Una persona nombrada como diputado en virtud de esta sección tendrá ese nombramiento por el período que se especifique en el instrumento por el cual es nombrado, y su nombramiento podrá ser revocado en cualquier momento por el Gobernador General, actuando de conformidad con el consejo del Primer Ministro.